# 30 il
Pour plus de détails, voir Fiche technique et Distribution.
30 il (30일) est un film sud-coréen réalisé par Nam Dae-joong, sorti en 2023.

## Synopsis
Jeong-yeol et Na-ra s'accordent pour un divorce après deux ans de vie commune. Celui-ci sera officiellement validé dans 30 jours. Mais, un accident de voiture les rend amnésiques et ils retombent amoureux. Leurs familles essaient de leur faire retrouver la mémoire avant la date butoir.

## Fiche technique
- Titre : 30 il
- Titre original : 30일
- Titre anglais : Love Reset
- Réalisation : Nam Dae-joong
- Scénario : Nam Dae-joong et Bang Gi-cheol
- Musique : Jeong Sang-woo
- Photographie : Seo Jeong-joo
- Montage : Heo Sun-mi et Jo Han-ul
- Production : Chang Sung-wook
- Société de production : A Cinema Woollim
- Pays :  Corée du Sud
- Genre : Comédie romantique
- Durée : 119 minutes
- Dates de sortie : 
  -  Corée du Sud : 3 octobre 2023

## Distribution
- Kang Ha-neul : No Jeong-yeol
- Jung So-min : Hong Na-ra
- Kim Sun-young : Sook-jeong, la mère de Jeong-yeol
- Hwang Se-in : Hong Na-mi, la petite sœur de Na-ra
- Lim Chul-hyung : Hong Jang-gun, le père de Na-ra
- Yoon Kyung-ho : Ki-bae, un ami de Jeong-yeol
- Jo Min-su : Bo-bae, la mère de Na-ra
- Uhm Ji-yoon : Yeong-ji, une amie de Na-ra
- Song Hae-na : Ae-ok, une amie de Na-ra

## Box-office
Le film a rapporté 18,4 millions de dollars au box-office sud-coréen,.